# Ratchet & Clank: Size Matters
Ratchet & Clank: Size Matters, в Японии известная как Ratchet & Clank 5: Gekitotsu! Dodeka Ginga no MiriMiri Gundan (яп. ラチェット＆クランク5 激突！ドデカ銀河のミリミリ軍団) — игра, вышедшая в 2007 году на PSP и в 2008 году на PlayStation 2. Это — пятая игра в серии. Она была разработана компанией High Impact Games и издана компанией Sony Computer Entertainment. Игра рассказывает нам о похождениях давно нам известных неразлучных друзей: Рэтчета и Кланка. Это первая игра в серии, разработанная не Insomniac Games, и первая, которая была разработана High Impact Games.

## Игровой процесс
Геймплей очень схож с другими играми серии, но были добавлены нововведения. В частности это броня: больше не нужно покупать прочные доспехи. В этой игре компоненты брони нужно находить на уровнях. Если собрать шлем, комбенизон, перчатки и ботинки одного типа, то откроется особая способность. Всего есть 7 видов: Пожар, Шлам 9 марки, Кристалликс, Электрошок, Мега-Взрыв, Гиперборей и Хамелеон.
Вторым нововведением стало улучшение оружия. Помимо постоянной прокачки, можно покупать модули на рынке у Слима Когнито, ранее появившемся в первой трилогии. Если игрок нашел такой рынок, он может приобрести такие улучшения, как сильно заряженный выстрел, закрепление атаки на противника или двойной ствол Лацератора. Также вновь появились гонки на ховербордах, за которые получаешь компоненты брони.
Также есть режим мультиплеера. В версии для PS2 можно играть двум игрокам на разделенном экране. Есть два режима игры: захват флага, в котором игроки воруют чужие флаги, и Железный Ломбакс, где нужно выполнять определенные задания. В версии для PSP можно играть до восьми игроков по сети. Помимо флага и Ломбакса, на PSP также есть режим Deathmatch, где игроки должны убить своих соперников.

## Сюжет
Во время отдыха на планете Покитару Рэтчет и Кланк встречают маленькую девочку Луну, которая пишет школьный доклад о героях, то есть о них. Поэтому она просит их показать ей пару-тройку трюков. Но в какой-то момент Луну похищают неизвестные роботы. Главные герои бросаются в погоню и случайно натыкаются по пути на капитана Кварка, который ищет своих родителей.
После высадки на одной из планет Рэтчет разрешает ему воспользоваться бортовым компьютером для поисков родителей родителей Кварка, лишь бы он только перестал за ними ходить. Но на очередной планете Калидон оказывается, что Луна обманула Рэтчета и она похищает его. Кланк трансформируется в огромного робота и летит в космос спасать Рэтчета.
В это время главный злодей, Отто, извлекает ДНК Рэтчета с целью создать «непобедимую армию». Через какое-то время Кланку удаётся долететь до станции, где держат Рэтчета, и им вдвоём удаётся сбежать. После их побега за ними начинает охотиться Луна. Рэтчету и Кланку удаётся победить её, но в Луне был специальный компьютерный вирус, который заражает Кланка. Рэтчет использует специальный прибор для уменьшения и проникает во внутрь Кланка. Рэтчет перезапускает систему и возвращается в своё обычное состояние, а Кланк заново включается.
Кланк находит в Луне координаты планеты, на которой сейчас находится Отто, и они с Рэтчетом направляются туда. Но там они находят множество враждебно настроенных клонов Рэтчета и после продолжительной битвы пробиваются к Отто. Отто рассказывает им настоящую цель клонирования Рэтчета: под прикрытием армии Рэтчетов с помощью специального устройства получить знания всех существ.
После этого начинается продолжительная битва, в которой также участвует Кварк на стороне Отто, так как думает, что это — его отец. В итоге героям удаётся победить Отто. После окончания поединка не пойми откуда появляется обезьяна Кварка — Скранч, который рассказывает Кварку, что его родители погибли от неудачного эксперимента над оборудованием. Кварк пытается дать Отто свои знания, но Скранч мешает ему, в результате чего Отто получает интеллект Скранча.
В конце, Рэтчет и Кланк возвращаются домой и смотрят телевизор.

## Оценки прессы
| Сводный рейтинг    | Сводный рейтинг             |
| Агрегатор          | Оценка                      |
| ------------------ | --------------------------- |
| GameRankings       | 85,33 % (PSP) 64,14 % (PS2) |
| Metacritic         | 85/100 (PSP) 62/100 (PS2)   |
| Иноязычные издания |                             |
| Издание            | Оценка                      |
| 1UP.com            | B-                          |
| GameSpot           | 8,2/10                      |
| GamesRadar+        | 4/5                         |
| GameTrailers       | 8,2/10                      |
| IGN                | 9/10                        |
| cheatcc.com        | 4,8/5                       |

Оригинальная версия для PlayStation Portable получила в основном положительные отзывы, в то время как порт на PS2 смешанные. Game Informer оценил игру в 9 баллов из 10 и назвал её портативной игрой месяца. IGN также оценил портативную версию игры на 9 из 10, однако версия для PlayStation 2 получила всего 6/10, отмечалась слабая графика и множество глитчей.